# Clavilithes
Clavilithes là một extinct chi của fossil ốc biển, là động vật thân mềm chân bụng sống ở biển trong họ Fasciolariidae.
This genus lived from the Paleocene to Pliocene, ở Châu Phi, châu Á, châu Âu, Bắc Mỹ, và Nam Mỹ.

## Hình ảnh

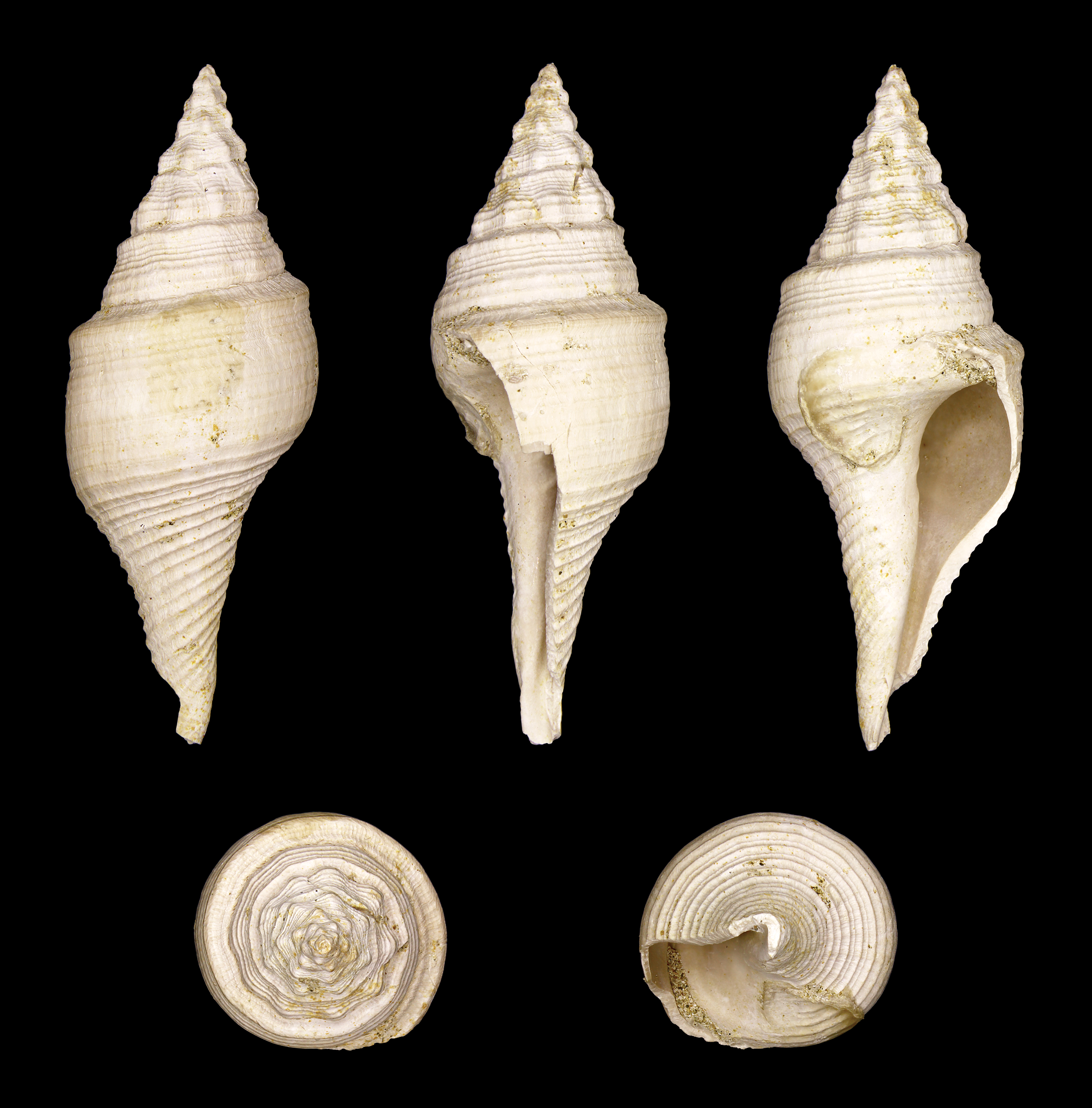